# 갱목
갱목(坑木, 문화어: 동발나무)은 광산의 갱내(사람이 물건을 나르기 위해 오고가는 길)가 무너지지 않도록 지붕을 지탱하는 데 쓰이는 통나무를 말한다. 탄광의 중요성이 쇠퇴해가고 금속 재질로 대체되면서 이 용어는 자주 쓰이지 않게 되었다.
갱목의 영어 낱말 pit prop(피트 프롭)은 영국에서 쓰이며, 캐나다가 영국 시장에 전통적으로 갱목을 공급하면서 비롯하였다.